# Parafia Matki Bożej Bolesnej w Szczecinie
Parafia pod wezwaniem Matki Bożej Bolesnej w Szczecinie – parafia należąca do dekanatu Szczecin-Niebuszewo, archidiecezji szczecińsko-kamieńskiej, metropolii szczecińsko-kamieńskiej. Jedna z parafii rzymskokatolickich w Szczecinie. Została erygowana w 1946. Mieści się przy ulicy Miodowej.